# Arado SSD I
Arado SSD I là một loại máy bay tiêm kích hai tầng cánh được phát triển ở Đức vào năm 1930, dự định loại máy bay này sẽ trang bị cho các tàu chiến của Đức.

## Tính năng kỹ chiến thuật
Đặc điểm tổng quát
- Kíp lái: 1
- Chiều dài: 8.50 m (27 ft 11 in)
- Sải cánh: 10.00 m (32 ft 10 in)
- Chiều cao: 3.40 m (11 ft 2 in)
- Diện tích cánh: 30.9 m2 (332 ft2)
- Trọng lượng rỗng: 1.627 kg (3.587 lb)
- Trọng lượng có tải: 2.030 kg (4.475 lb)
- Powerplant: 1 × BMW VI, 485 kW (650 hp)

Hiệu suất bay
- Vận tốc cực đại: 280 km/h (174 mph)
- Trần bay: 6.800 m (22.310 ft)
- Vận tốc lên cao: 11,1 m/s (2.180 ft/phút)

Vũ khí trang bị
- 2 × súng máy 7,92 mm (.312 in)